# 빈모노폴렛
빈모노폴렛(Vinmonopolet)은 정부 소유의 술 소매업체이자 노르웨이에서 알코올 함량이 4.75%를 초과하는 음료를 판매할 수 있는 유일한 회사이다.
주로 높은 비용과 제한된 접근을 통해 시민들의 알코올 소비를 제한하려는 노르웨이 정부 정책의 한 부분으로서, 빈몬오폴레트의 주요 목표는 알코올 산업으로부터 사적 경제적 이윤 동기를 제한하면서 알코올 제품의 유통을 책임감 있게 수행하는 것이다. 마찬가지로 중요한 것은 미성년자 및 명백히 취한 고객에게 술을 판매하는 것을 방지하는 빈몬오폴레트의 사회적 책임이다.
도시에서 작은 지역 사회에 이르기까지 전국에 걸쳐 위치한 매장은 일반적으로 다른 상점보다 일찍 문을 닫는데, 평일은 오후 6시, 토요일은 오후 4시에 문을 닫는다. 2020년에 빈몬오폴레트는 115백만 리터 (30백만 미국 갤런)의 음료를 판매했다.

## 설립

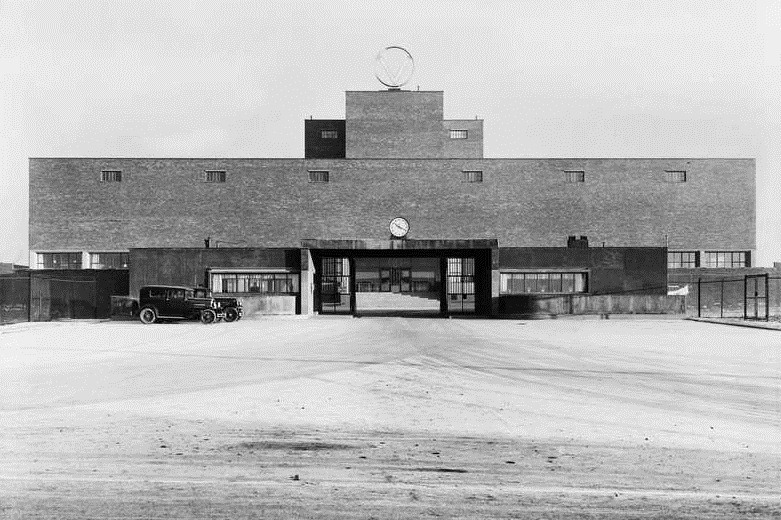
과거 하슬레, 오슬로에 있던 빈몬오폴레트 본부. 1932년경 촬영된 것으로 추정된다.

이 기관은 주로 프랑스의 포도주 수출업자들과의 무역 협상 결과로 1922년에 국영 회사로 설립되었다. 알코올 금지 조치가 해제되었고, 빈몬오폴레트가 운영하는 매장을 통해 판매가 허용되었다.
1939년부터 국가는 처음에는 노르웨이 재무부, 그 다음에는 노르웨이 보건복지부를 통해 유일한 소유주가 되었고, 사적 주주들을 매입하면서도 주식회사로 남아 있었다.
회사의 수입 및 생산 활동은 1996년 EFTA가 독점 체제가 EEA 협정을 위반했다고 판결하면서 중단되었다. 회사는 모든 증류주 생산, 수입 및 유통 활동을 계속하는 아르쿠스라는 새로운 회사로 분할되었고, 빈몬오폴레트는 소매 독점 기업으로 남았다.
1999년에 매장 형태가 재조정되어 거의 모든 매장이 이전의 대면 판매 방식에서 셀프 서비스로 전환되었고, 2002년부터는 인터넷 판매가 시작되었다.

### 특수 상점
처음에는 2005~06년에 오슬로(브리스케비, 2010년 3월 비카로 이전)와 베르겐(발켄도르프스가텐)에 "특수 상점" A등급으로 두 개의 빈몬오폴레트 매장이 개설되었고, 2012~13년에는 오슬로 서부, 산드네스, 하마르, 산데피오르, 트론헤임에 더 작은 B등급 매장이 추가되었다. 2014년 2월 베르겐 발켄도르프스가텐 매장은 다른 5개 제한된 특수 매장과 동등하게 B등급으로 조정되었고, 오슬로 비카는 유일한 A등급 특수 매장이 되었다. 그리고 산드네스에서의 고급 와인과 맥주 판매는 센트룸과 콰드라트의 두 매장으로 분할되었다. 2015년 1월 플래그십 전문 매장은 비카에서 아케르 브뤼게로 이전했다.
특수 상점은 매년 6차례 신제품을 대규모로 출시하여, 일반 제품 목록에는 없는 특별한 와인, 강화 와인 또는 맥주(A등급 기준으로 약 750개 제품)를 보완하는데, 이는 "혁신적이거나, 제한된 수량이거나, 예외적으로 높은 품질"로 묘사된다. 각 출시는 테마를 가지며, 매년 변경될 수 있지만, 보르도 와인은 12월, 부르고뉴 와인은 2월, 독일 와인은 4월, 샴페인과 샤블리는 5월, 맥주와 미국 와인은 10월에 출시되는 것이 일반적이다. 출시 테마에 포함되지 않는 작은 제품군은 연중 언제든지 나타날 수 있다. 일반 매장에서의 모든 와인 구매와 마찬가지로, 빈몬오폴레트는 이러한 희귀 와인의 원산지를 보증하며, 고객은 구매 후 5년 이내에 결함 있는 와인을 환불받을 수 있는 일반적인 권리를 유지한다.
특별 출시 와인의 가용 수량은 매우 제한적일 수 있지만, 일부 와인은 너무 희귀해서 더 많은 대중에게 도달하기 위해 최소 구매 할당량이 필요할 수 있으며, 가격은 세계 시장 가치의 ⅓ 또는 ¼만큼 낮을 수 있다. 이러한 제품 출시에 대한 상당한 열광으로 인해 고객 행동이 비문명적인 수준으로 전락했다는 비판을 받았다.

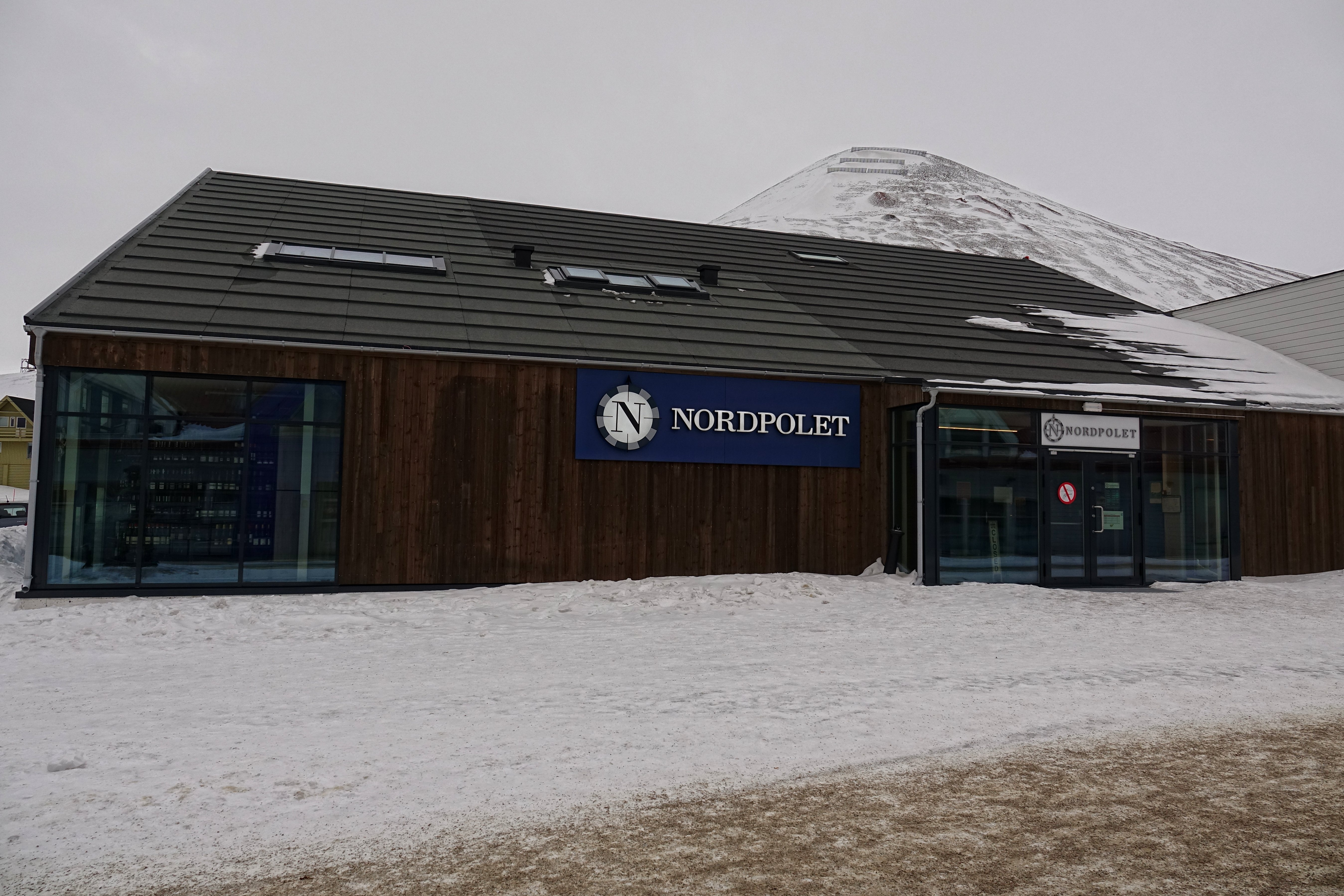
스발바르 제도의 노르폴레트

빈몬오폴레트는 스발바르 제도에 설립되어 있지 않다. 대신 정부는 사설 주류 판매점을 허가할 수 있으며, 그중 롱이어비엔의 "노르폴레트"가 유일하다. 또한 광산 회사들은 직원들에게 술을 판매할 수 있다. 스발바르 제도에는 월별 판매 할당량이 있다. 스발바르 제도의 세금과 따라서 가격은 노르웨이 본토보다 훨씬 낮다.

### 와인 경매
2008년 12월, 빈몬오폴레트는 스웨덴의 시스템볼라겟에서 사용되는 모델과 유사하게 중고 와인 경매 시스템을 구현할 계획을 발표했다. 노르웨이 법에 따르면, 경매를 통한 알코올 판매는 불법이었다. 그러나 스토르팅그의 결의안으로 이 법이 2011년 4월에 변경되어 2012년 1월 1일부터 발효되었다. 빈몬오폴레트는 이러한 활동에서 이윤을 얻지 않지만, 협력 경매장 선정 과정에서 오슬로의 블롬크비스트 경매장이 최종 낙찰되었고, 2013년 11월 25일 노르웨이 최초의 와인 경매가 열렸으며, 예상치 못한 관심 규모로 인해 동시에 확장된 인터넷 경매가 진행되었다.

## 소비자 관계

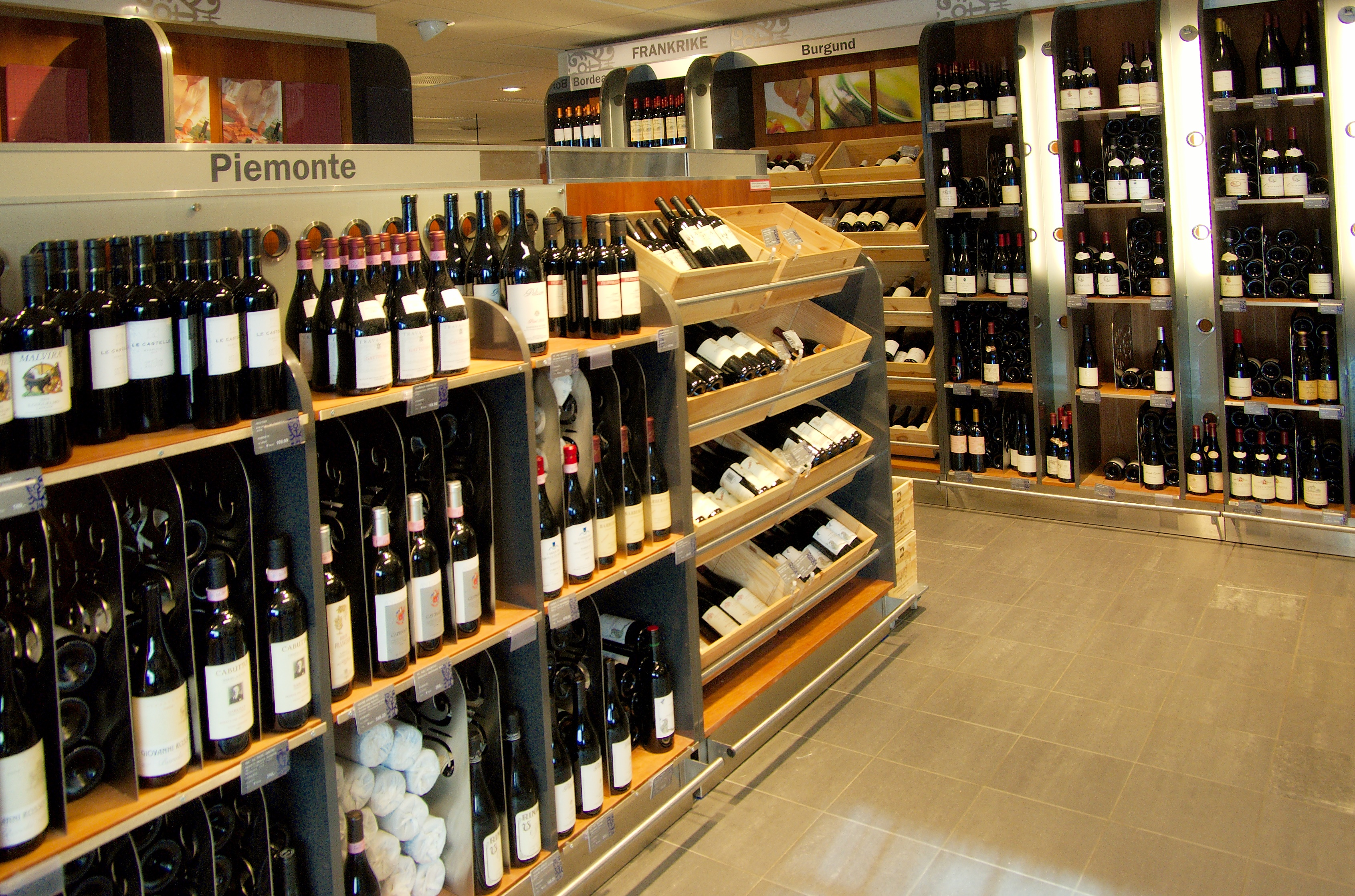
브리스케비 빈몬오폴레트 매장 내부

2008년 노르스크 쿤데바롬메터의 설문조사에서 독점 기업 고객의 81.5%가 회사에 만족하여 노르웨이에서 4위를 차지했다. 이 수치는 2009년에 88%로 증가했다. 당시 다겐스 내링스리브의 와인 평론가인 톰 마르틴센과 같은 비판적인 목소리도 있었는데, 그는 이 기관의 선정 과정에서 "맛 관료주의"라고 불리는 소수의 자발적인 집단이 노르웨이 전체 국민을 대신하여 와인 구매 결정을 내리는 것에 의문을 제기했다.
1990년대 중반의 설문조사에 따르면 노르웨이 인구의 대다수가 독점 체제 해체를 지지하고 민간 부문의 와인 판매를 허용하는 것을 원했다. 1996년 구조 조정 이후 소비자 만족도가 높아졌다. 2013년 TNS 갤럽 여론조사에 따르면 인구의 74%가 독점 체제를 유지하기를 원했고 22%는 해체를 원했다.
경제학자들은 빈몬오폴레트가 좋은 고객 서비스를 제공하는 잘 작동하는 독점 기업이라고 칭찬했다.
당시 바가텔의 소믈리에였던 로베르트 리는 "저는 지지자 중 한 명입니다. 최근 몇 년 동안 빈몬오폴레트는 일반 노르웨이인의 와인 관심에 큰 영향을 미쳤습니다. 제가 아는 한 동등한 품목을 가진 와인 상점은 전 세계에 없습니다. 더 비싼 와인도 상당히 좋은 가격에 판매됩니다. 매우 탐나는 와인의 경우 런던에서는 훨씬 더 많은 돈을 지불해야 합니다."라고 말했다. 주류에 초점을 맞춘 상당수의 TV 프로그램을 진행했던 토르크옐 베룰프센은 "요즘 저는 빈몬오폴레트를 극찬합니다. 축복합니다! 리미에서 여드름 나고 의욕 없는 25세 '레드 와인 관리자'는 상상조차 할 수 없습니다!"라고 말했다.
아르네 로놀드MW는 영국과 덴마크의 형식을 슈퍼마켓과 전문점에서 좋은 품목을 제공하는 성공적인 대안으로 지적하며, 현재 상황은 특정 지역의 소비자에게는 다양한 품목을 제공하지만 다른 일부 지역에는 상당히 제한적인 선택지를 제공하며, 더 비싼 와인은 빈몬오폴레트 형식에서 더 저렴할 수 있지만, 이는 "작동하지 않는 시장의 긍정적인 부작용으로, 일반 소비자에게는 거의 이득이 되지 않는다"고 말했다. 그는 "현재 10,000개 이상의 제품을 이용할 수 있다는 거의 혁명적인 상황은 경이롭다"고 인정하며, "저는 가장 열렬한 비평가 중 한 명이었지만 다소 온건해졌습니다. 현재의 빈몬오폴레트에 만족합니다. 그러나 숙성 와인과 중고 시장에 관해서는 아직 갈 길이 멉니다. 이 점에서는 접근성이 좋지 않습니다."라고 덧붙였다. 1986년 빈몬오폴레트의 부실한 성과에 대한 인식으로 창간된 로놀드의 출판물인 빈포럼은 당시 레드, 화이트, 발포성 와인을 포함하여 총 14개의 이탈리아 포도주 품목을 보유하고 있었다. 2010년에는 이 품목이 2,000개를 넘어섰고, 공동 창립자인 올라 딥비크는 "우리는 천국에 살고 있다"고 선언하며, 노르웨이 인구가 뉴욕 교외 지역과 비슷하다는 맥락에서 "선택의 폭 면에서 이 상점은 명실상부한 세계 최고 수준에 도달했다"고 덧붙였다.

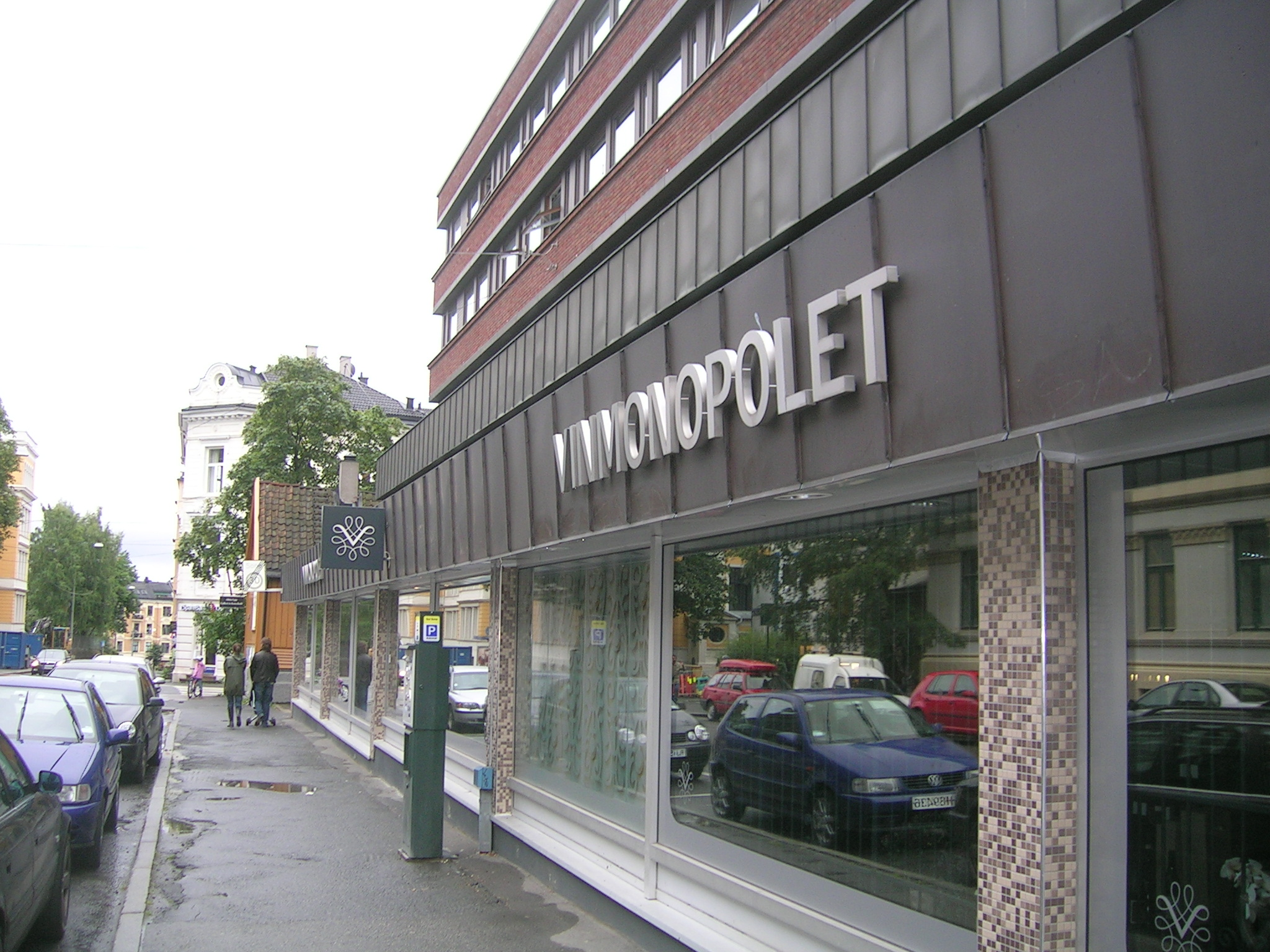
브리스케비에 있는 빈몬오폴레트의 외관

다겐스 내링스리브의 논평에서 톰 마르틴센은 1990년대 상황으로부터의 발전을 인정했지만, 도시 매장의 표준화를 초래한 체인점의 새로운 기술 적용 방향에 대해 비판적이었고, 시골 매장의 경우 "재앙적인 품목"을 가지고 있어 "지방"의 소비자들이 지역 식료품점에서 와인을 구매하는 것이 이득이 될 것이라고 주장했다. 마르틴센은 경영진에게 "매장 구매자들을 자유롭게 하고, 매장 간의 경쟁 요소를 다시 도입하여, 즉 체인점 사고방식을 버리고 지역의 창의성이 번창하도록 허용하라"고 촉구했다.
이 기관은 문제에서 완전히 자유롭지 않았다. 2001년 한 사례에서는, 공개된 가격표에 샤토 라투르가 놀라운 가격인 NOK 555에 제공되었는데, 이는 일반적으로 약 NOK 2,600로 추정되는 가격이었다. 이로 인해 가장 빠른 세 명의 고객이 모든 재고를 구매하여 빠르고 상당한 이익을 얻으려는 의도를 가졌다. 이에 대한 설명은 더 저렴한 샤토 라투르 아 포메롤의 이름이 간결성을 위해 수정되었다는 것이었다.
2010년 빈몬오폴레트는 12,000개 이상의 제품을 제공했으며, 2009년 기준으로 시스템볼라겟이 약 9,000개, 핀란드의 알코가 약 3,000개, 영국의 웨이트로즈가 약 1,500개 제품을 제공한 것과 비교된다. 2016년 말까지 제품 범위는 거의 17,000개에 달했다.

## 부패 사건
1930년 듀스트헤 사켄(Dysthesaken)으로 알려진 사건에서 빈몬오폴레트의 상품 조달 절차상의 결함이 드러났고, 그 결과 절차에 변경이 가해졌다. 경영진은 회사와 개인의 이익을 결합한 혐의로 유죄 판결을 받았으며, 그 과정 이후 구매 결정에 대한 개인의 영향력과 권한이 감소되었다. 이에 따라 1931년 7월 19일 법률(Vinmonopolloven, 와인 독점 법률)이 발효되었다.
2005년에 드러난 에키오르드 사켄(Ekjordsaken)은 빈몬오폴레트의 직원과 경영진에 대한 새로운 부패 혐의를 제기했다. 에를링 그림스타드가 주도한 조사에 따르면, 수입업체 에키오르드 A/S는 수년간 매장 책임자들에게 호화로운 식사와 숙박 시설 및 기타 선물을 제공하여 매장 내 제품 구매 및 배치에 영향을 미 미쳤다. 이 독점 그룹의 회원은 테스탱이라는 선물을 통해 상징되었다. 여러 빈몬오폴레트 책임자들이 와인과 기타 혜택을 받았음을 인정했으며, 이는 9명에게 견책을, 2명에게는 해고를 초래했다.
발단은 에키오르드 A/S에서 해고된 직원이 부당 해고 소송을 제기하면서 시작되었다. 언론이 소송의 세부 사항을 발견하면서 스캔들은 확산되었고, 린딘은 광범위한 결과를 초래할 혐의의 주요 원천이 되었다. 재판 과정에서 에키오르드 A/S 회사의 정교한 "뇌물 문화"가 드러났다. 크누트 그뢰홀트는 그 해 말 빈몬오폴레트 CEO직에서 물러났고, 2006년 8월 카이 G. 헨릭센으로 교체되었다.

## 빈블라데트

빈블라데트 2010년 11/12월호, 표지에 집사 제임스와 미스 소피가 묘사되어 있다.

스웨덴의 시스템볼라겟에서 이미 소비자 대상 잡지를 발행하고 있던 것처럼 빈몬오폴레트도 오랫동안 잡지 발행을 계획해 왔으며, 1988년에 빈블라데트("와인 잡지" 또는 "포도 잎")를 창간하여 고객들에게 무료로 배포했다. 이 잡지의 이름은 60년 전 직원들에게 판매 상품에 대한 정보를 제공하던 내부 간행물에 사용되었던 것과 정확히 동일한 이름이었다. 빈몬오폴레트가 문화를 판매하는 사업을 하고 있었기 때문에 문화를 통해 판매하고자 했고, 정보 제공이 중요하다고 판단했다.
전문 편집자가 고용되었고, 광택지 인쇄물에는 다양한 국가의 와인 산지와 와인 생산을 묘사하는 상업적 성격의 이미지가 포함되었으며, 음식, 와인 및 증류주와 관련된 다양한 주제의 기사가 실렸다. 노르웨이 금주 운동은 부정적으로 반응했고, 빈몬오폴레트가 알코올 사용을 제한하기보다는 대중화하려고 한다고 비난하는 언론 성명을 발표했다. 금주 운동의 비판은 또한 와인의 알코올이 독한 술의 알코올과 다르지 않으며, "고급 식사" 관습이 관문 역할을 하여 알코올 문제로 이어진다는 점, 그리고 빈몬오폴레트의 문화 프로젝트가 가족 비극, 파괴된 삶, 공포, 죽음으로 이어질 수 있다고 주장했다.

## 과거의 주목할 만한 제품

### 뢰드빈
독일 점령군이 1945년 노르웨이에서 철수했을 때, 40만 리터의 보르도 포도주가 남았고, 이는 노르웨이에서 수십 년 동안 가장 많이 팔린 일반 "뢰드빈"("레드 와인")의 토대가 되었으며, "노르웨이 음주 문화 조성"의 초석으로 인정받고 있다. "샤토 하슬레"(빈몬오폴레트 본부의 위치명에서 유래)와 "섹스크로네르"("6크로네짜리")라는 별명으로 불렸으며, 총 1억 2천만 리터 이상 판매된 것으로 추정되며, 1998년경 저렴한 칠레 와인과 이탈리아 와인의 등장으로 결국 국내 최고 판매자 자리에서 물러났다.
1934년과 1937년 빈티지의 보르도 와인과 단순한 독일 및 이탈리아 와인으로 구성된 초기 블렌드는 1946년 1월 1일부터 총 4.50 노르웨이 크로네에 판매되었으며, 뢰드빈과 흐비트빈(화이트 와인) 모두 1947년까지 매진되었다. 알제리, 튀니지, 칠레에서 다른 이름으로 판매된 와인들의 연속적인 수입이 잘 팔리지 않자, 1949년에는 저렴하고 마시기 쉬운 새로운 혼합 와인을 만들려는 노력이 있었다. 구매 담당 이사 하콘 스벤손은 정해진 예산을 받고 와인 생산자들과 협상하여, 처음에는 르 미디, 발렌시아, 알제리의 와인 제조업자들과 거래를 성사시켰고, 당시 와인 소비량의 10배에 달하던 노르웨이인들의 방대한 증류주 소비를 줄일 수 있는 혼합 와인을 생산하는 것을 목표로 했다.
1950년 2월 1일부터 총 6 NOK(4 NOK + 50% 세금)에 판매되었고, 1968년까지 가격이 고정되어 "6 크로네 와인"으로 널리 알려졌다. 1970년에는 7 NOK, 1990년에는 43 NOK으로 올랐다. 일반적으로 5~10가지 와인을 혼합하여 만들었으며, 나중에는 키프로스와 터키산 와인도 포함되었고, 뢰드빈은 1972년에 노르웨이에서 판매된 모든 와인의 40%를 차지하며 1980년대에 인기가 최고조에 달했다. 1981년에는 380만 리터가 팔렸지만, 2000년에는 뢰드빈 생산이 아르쿠스로 이전되었고 연간 판매량은 70만 리터로 감소했다.
2014년 8월, 뢰드빈 병이 다음 10월부터 빈몬오폴레트 표준 진열대에서 사라질 것이라고 발표되었는데, 54번의 빈티지 생산 후, "폴케츠 오리지날레 뢰드빈"(국민의 오리지널 레드 와인)이라는 이름으로 주문 판매만 가능하게 된다.

### 골든 파워
골든 파워는 노르웨이에서 생산된 발포성 과일 와인(같은 이름의 에너지 음료와 혼동하지 말 것)으로, 루바브 70%, 사과 20%, 포도 주스 10%로 만들어졌다. 이 와인은 빙고르덴(후룸의 토프테 지역 필트베트에 있는 뢰드 농장)에서 생산되었으며, 소유주 프란츠 미카엘센과 관련이 있었다. 이 제품은 2006년에 빈몬오폴레트 제품 목록에서 제외되었다.
빙고르덴은 지역 문화의 일부로 여겨졌고, 골든 파워는 일부에게 희귀하고 혁신적인 노르웨이 제품으로 평가되었다. 1886년에 와인 제조 전통이 확립되었고, 빙고르덴은 약 80만 리터의 생산 능력을 갖추게 되었으며, 골든 파워의 생산 과정은 4년이 걸린다고 주장되었다. 생산 종료 시점에는 연간 2만~2만 5천 병을 생산했다.

## 같이 보기
- 주류 전매
- 시스템볼라겟